# Пунктир (изобразительное искусство)
Пункти́р (изобразительное искусство) (нем. punktieren — отмечать точками, от лат. punctum — точка) — обобщающее название различных графических приёмов использования прерывистых линий и близко расположенных точек в разных видах изобразительного и декоративно-прикладного искусства, в том числе: техника декорирования изделий из металла и стекла (пунктирная гравировка), один из приёмов резцовой гравюры на металле, одна из «манер» офорта.

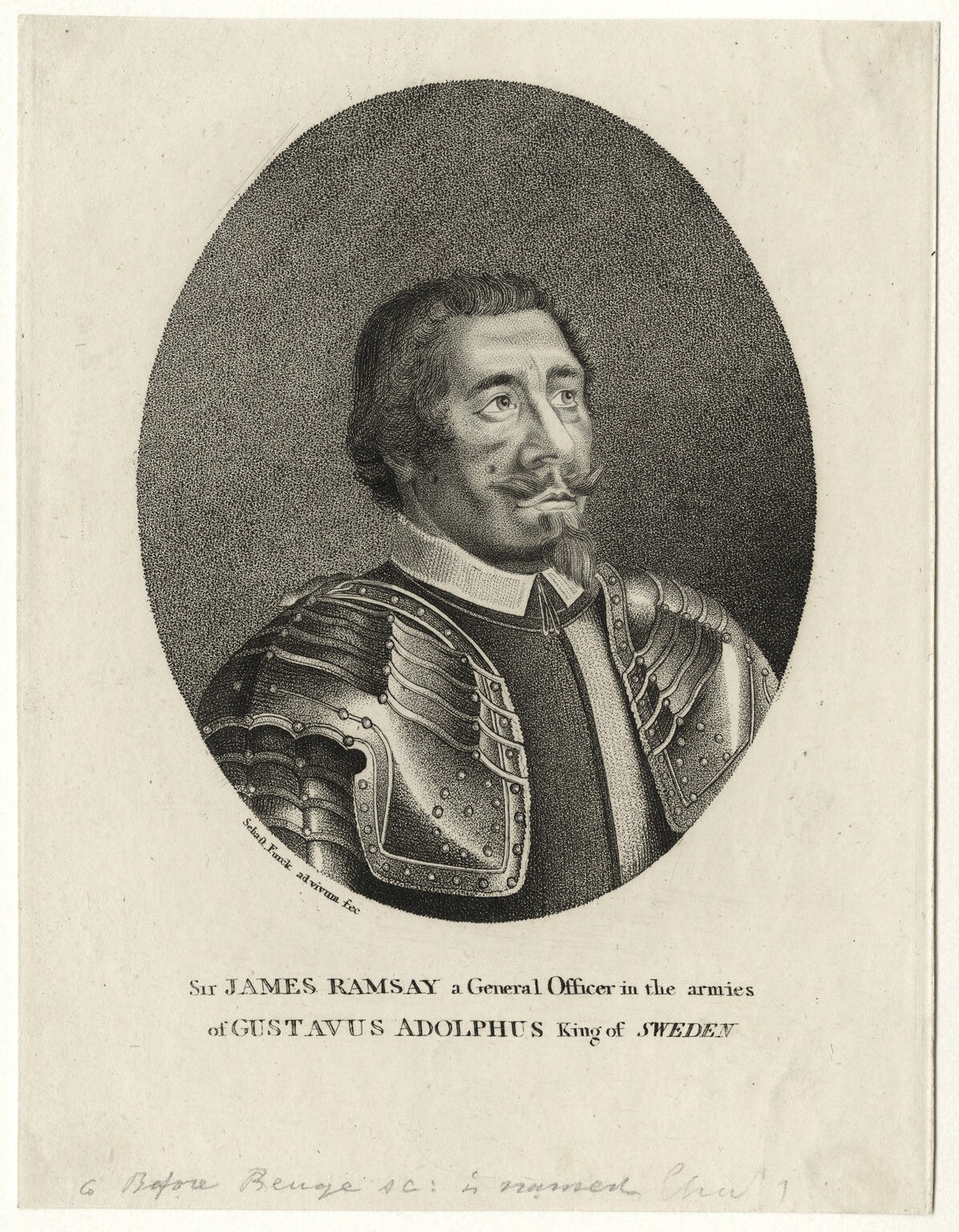
Дж. Бёго. Портрет Дж. Ремсея. 1820—1830-е гг. Пунктир

Техника пунктирной гравировки в декорировании ювелирных изделий, в частности изделий из меди и серебра (лат. opus punctorum), была известна в странах Западной Европы в раннем Средневековье. Узор из мелких кружочков (который наносили на поверхность металла специальным долотом) называли «pointille». В XVII веке в Голландии изготавливали стеклянные кубки с узором в технике алмазного пунктирования — металлическим стержнем с алмазом на конце мастер лёгкими ударами наносил мелкие точки, образующие на поверхности изделия матовый узор. В XVIII веке подобную технику использовали в Богемии и Силезии. В сочетании с пышной «алмазной гранью» (шлифованием) и гравировкой (медными колёсиками) узор пунктиром характерен для эстетики барокко и больших кубков «богемского стекла». Такие же кубки изготавливали в Санкт-Петербурге в период «петровского барокко» первой четверти XVIII века.
В искусстве гравюры технику пунктира первым стал применять в начале XVI века венецианский живописец, рисовальщик и гравёр на меди Джулио Кампаньола. Как достойный представитель венецианской школы, Кампаньола стремился к большей живописности изображения, подобно тому, как это делали в живописи Джорджоне и Тициан, художники, которых он боготворил. Кампаньола создавал свои резцовые гравюры на меди не штрихом, а линией и точечной фактурой — пуантелью с помощью специальных инструментов: долота с острым наконечником (пунсон) и металлического зубчатого колеса. Множество мелких точек мягко моделируют форму, создавая подобие живописной дымки (сфумато).
Точечную технику применяли в конце XVI века французский гравёр школы Фонтенбло, орнаменталист, медальер и ювелир Этьен Делон. В XVII веке амстердамский мастер, ювелир и «златокузнец» (нем. Goldschmied) Ян Лутма с сыновьями перенесли пунктирную технику из орнаментальной гравюры в изделия из позолоченного серебра. Английский рисовальщик Джон Флаксман в своей оригинальной манере рисования «очерком» в подражание «этрусским вазам» сочетал линию с пунктиром. То же повторяли гравёры, воспроизводя его рисунки для печатных изданий.
В XVII—XVIII веках голландские, немецкие и английские гравёры усовершенствовали эту технику как в резцовой гравюре, так и в офорте, применяя стальные пунсоны и матуары различного размера. В зависимости от силы удара и частоты точек фактура получалась более глубокой или мелкой. При печатании типографской краской на влажную бумагу глубокая фактура давала более тёмный бархатистый тон, мелкая — светлый, серебристый. Сначала эту технику применяли в гравюре резцом («первый пунктир», или пуантель), а затем стали использовать в офорте. «Травлёный пунктир» становился близким технике меццо-тинто.
Такая техника офорта получила название «пунктирной манеры» (нем. Punktmanier). «Манерами» (вопреки общему смыслу этого термина) в печатной графике по традиции называют технические приёмы. Потребности репродуцирования живописных оригиналов стимулировали развитие «гравюры пятном» наряду с традиционной гравюрой резцом, «очерком» и штриховой манерой офорта. Большинство гравюр, стремясь к точному воспроизведению живописи, мастера делали, совмещая пунцирование и травление.
Именно так работал выдающийся мастер, виртуоз техники пунктира, итальянский живописец, рисовальщик и гравёр Франческо Бартолоцци. Этот мастер учился во Флоренции, у своего отца, ювелира и златокузнеца. В 1764 году, освоив технику пастельного рисунка и акварельной миниатюры, переехал в Англию. В Лондоне в качестве живописных оригиналов для своих «пуантелей» Бартолоцци выбрал произведения модных в то время художников А. Кауфман и Дж. Б. Чиприани. Среди последователей Бартолоцци были Ф. Хоуард,  Уильям Райленд, Л. Скьявонетти.
В Англии под руководством Бартолоцци технику пунктирной гравюры изучал русский мастер Г. И. Скородумов. В 1782 году он вернулся в Россию, работал в Санкт-Петербурге «гравёром кабинета» Эрмитажа и смотрителем собрания гравюр при императрице Екатерине II. Он сумел создать русскую школу гравюры на металле, но его творческая судьба не сложилась и пунктирная техника большого распространения в России не получила. Учеником Скородумова был гравёр Н. И. Соколов.